# Оббади, Мунир
Мунир Оббади (фр. Mounir Obbadi; род. 4 апреля 1983, Мелан-ан-Ивлин, Франция) — франко-марокканский футболист, полузащитник.

## Клубная карьера
Оббади начал свою профессиональную карьеру в «Пари Сен-Жермен», хотя никогда не играл за первую команду. После годичной аренды в «Анже» он подписал контракт на постоянной основе в 2005 году. В январе 2007 года он перешёл в клуб Лиги 2 «Труа», но в том же сезоне обратно был арендован «Анже». После понижения «Труа» он окончательно закрепился в основном составе и играл там до перехода в «Монако». Как плеймейкер он был одним из ключевых игроков на поле и помог клубу подняться с Национального чемпионата (Лига 3) в высший дивизион в течение трёх сезонов (с 2010 по 2012 год). Он подписал контракт с командой Лиги 2 «Монако» в январе 2013 года и помог клубу завоевать повышение в классе, играя «от штрафной до штрафной». 15 июля 2014 года подписал арендное соглашение с «Эллас Верона». 20 апреля 2015 года Оббади забил свой первый гол в Серии A, в выездном матче против «Фиорентины», этот мяч принёс его команде победу. 11 июля 2015 года Оббади подписал двухлетний контракт с «Лиллем». 25 июня 2019 года перешёл в «Пуасси».

## Национальная сборная
Оббади дебютировал за сборную 15 ноября 2005 года в товарищеском матче против Камеруна (0:0). Почти восемь лет спустя он вернулся в состав команды на победный матч против Танзании (2:1) в плей-офф на чемпионат мира по футболу 2014.